# Hôtel de ville de Paris sous la Révolution

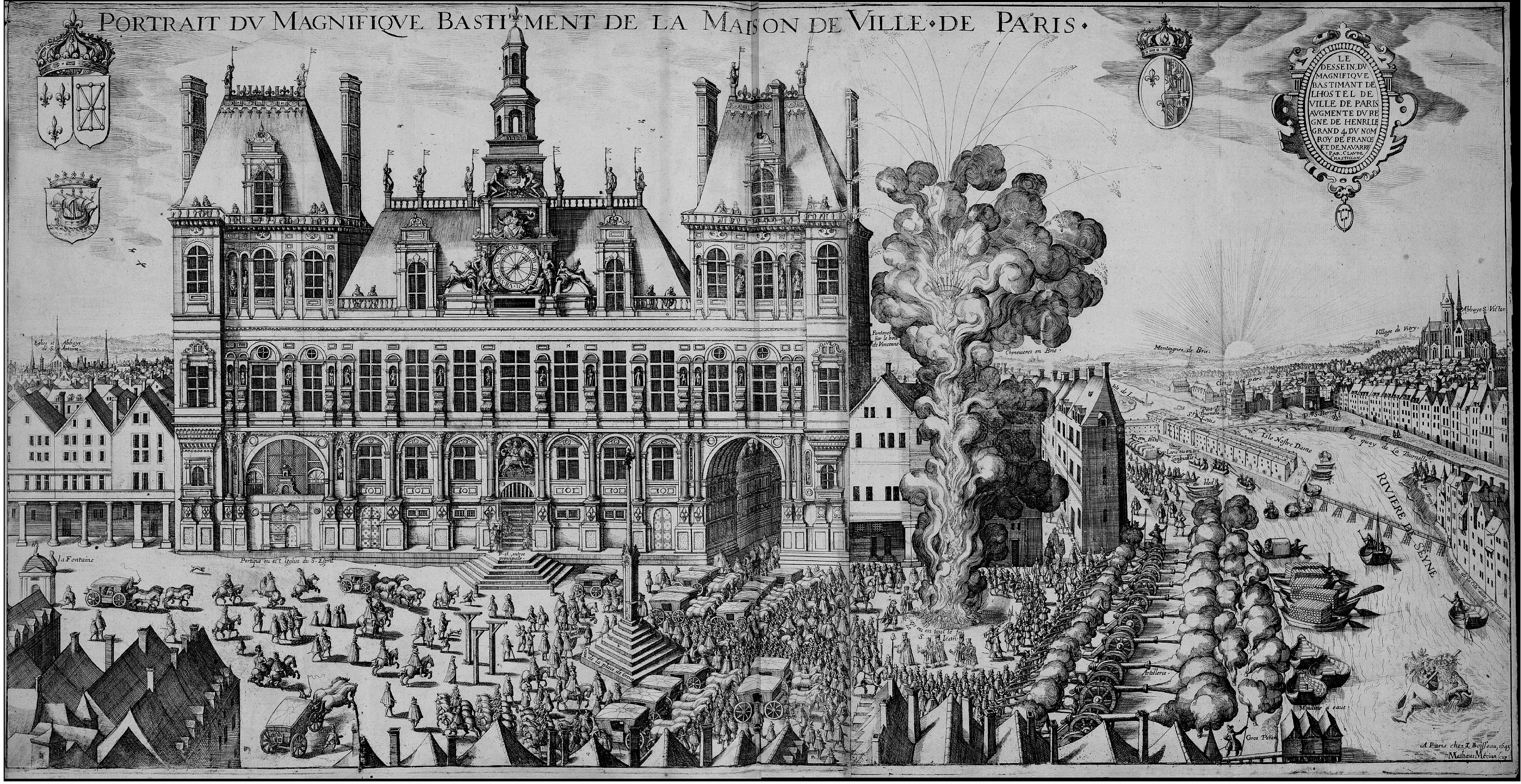
Ancien hôtel de ville et place de Grève vers 1610 par Claude Chastillon.

L'hôtel de ville de Paris est l'un des endroits stratégiques de la Révolution française.

## Historique

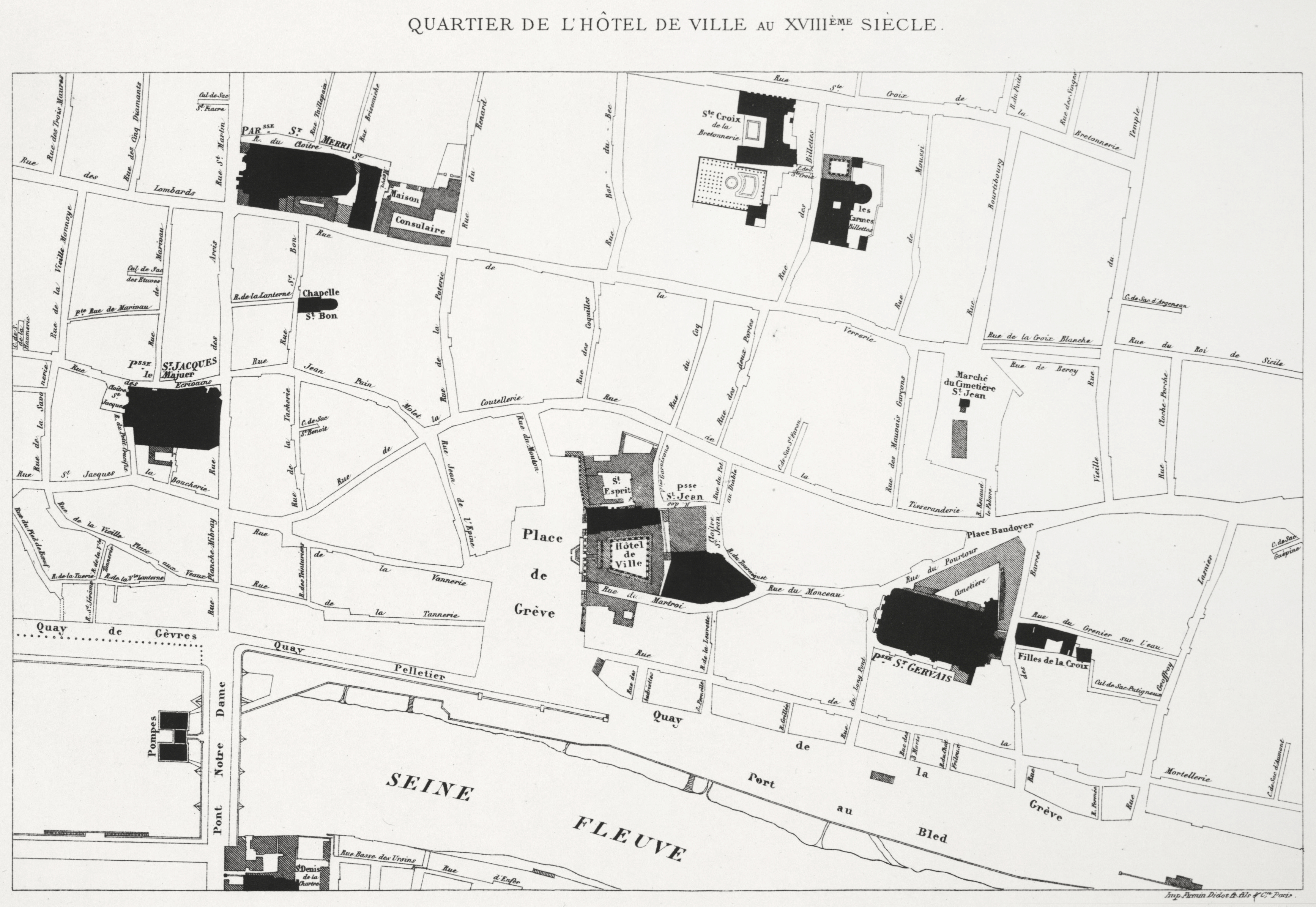
La place sur un extrait du plan de Edme Verniquet (fin XVIIIe siècle) avant son agrandissement au milieu du XIXe siècle.

L'hôtel de ville de Paris d'aujourd'hui est une copie de celui qui fut le cadre de cette époque. L'incendie de 1871 détruisit le bâtiment qui avait été entre-temps, agrandi, au détriment des abords immédiats qui dataient pour beaucoup du Moyen Âge. Ainsi, l'hôtel de ville de la Révolution était-il celui que Boccador avait construit à la Renaissance et qui s'inscrivait dans un paysage urbain dense, où les rues, en se croisant autour de la place de Grève au quart de sa dimension actuelle constituaient un quartier de grande fréquentation populaire, propice aux mouvements de rue qui seront un élément déterminant dans l'évolution de la Révolution.

## Sous la Révolution
À l'hôtel de ville commence la révolte qui va couvrir Paris. Les membres de la Commune sont opposés à l'Assemblée nationale.
Dans l'histoire de la Révolution, de l'hôtel de ville partent, puis vers lui convergent les grands mouvements de foule contre les corps constitués et les lois.
À l'hôtel de ville, on inaugure cette mise en scène de la mort donnée « sur-le-champ » (25 avril 1792).

## Population
Le Paris qui vit là est le plus ancien, celui des marchands.

## Événements

### 20 juin 1789
À l'hôtel de ville de Paris, Louis XVI refusait la décision de ce dernier, de la population.

### 25 juin 1789
Le 25 juin 1789, les électeurs de Paris se réunissent rue Dauphine et, de là, se portent à l'hôtel de ville et s'installent dans la salle Saint-Jean pour délibérer. Il en résulte, par la voie élective, que le roi devait éloigner les troupes royales et étrangères qui menaçaient l'Assemblée et Paris, accorder la liberté d'action aux États généraux, et permettre l'établissement d'une garde bourgeoise qui deviendra la Garde nationale. Ce fut l'acte de naissance de la Commune de Paris.

### 13 juillet 1789
La veille de la prise de la Bastille, Louis XVI augmente le contingent des troupes cernant Paris, et renvoie Jacques Necker. Camille Desmoulins exhorte la population au Palais-Royal. La journée se passe en préparatifs pour l'insurrection du lendemain. Jacques de Flesselles, prévôt des marchands de Paris, doit donner ses réserves de poudres à la foule, mais tente de freiner les choses. Il le paiera de sa vie le lendemain sur les lieux mêmes.

### 15 juillet 1789
L'astronome Jean Sylvain Bailly y reçoit la charge de maire de Paris et La Fayette est nommé commandant de la Garde nationale.

### 25 avril 1792
Le 25 avril 1792 eut lieu en place de Grève la première exécution par guillotine. Le condamné, Nicolas Pelletier, était un voleur.

### 10 août 1792
De l'hôtel de ville partent les cortèges allant à l'assaut des Tuileries, le 10 août 1792. Un changement brutal de la municipalité, met au pouvoir des éléments, comme Maximilien de Robespierre, Jean-Marie Collot d'Herbois, Jacques Nicolas Billaud-Varenne, Fabre d'Églantine, Jacques-René Hébert, Pierre-Gaspard Chaumette, Marie-Joseph Chénier. Elle nomme Antoine Joseph Santerre commandant en chef des forces armées de Paris. Le premier mort est le général Galiot Mandat de Grancey, successeur de La Fayette, qui est tué à quatre heures du matin le 10 août 1792 sur les marches de l'hôtel de ville de Paris.

### 9 thermidor an II (27 juillet 1794)
La rigueur de Robespierre le dessert, la foule se rallie autour des modérés. C'est Paul Barras « le vicomte rouge » qui entraîne la chute de Robespierre. Le 9 thermidor an II (27 juillet 1794) quittant la Convention, Robespierre et Georges Couthon entre autres trouvent refuge à l'hôtel de ville, espérant une réaction du peuple parisien en leur faveur. Se sachant perdu, Robespierre tenta de se suicider dans le salon de l'Égalité. 